# Жанааул (Маркакольський район)
Жанаау́л (каз. Жаңаауыл) — село у складі Маркакольського району Східноказахстанської області Казахстану. Входить до складу Буранівського сільського округу.
Населення — 204 особи (2021; 442 у 2009, 508 у 1999, 553 у 1989).
Національний склад станом на 1989 рік:
- казахи — 100 %